# Virbia brevilinea
Virbia brevilinea là một loài bướm đêm thuộc phân họ Arctiinae, họ Erebidae.